# Crónica del alba. Valentina
Crónica del alba. Valentina es una película española de 1982 dirigida por Antonio José Betancor.

## Argumento
En 1939, José Garcés (Jorge Sanz), vencido y prisionero en el campo de concentración de Argelès (Francia), consigue mantenerse en vida aferrándose a sus recuerdos. Sobre todo, al recuerdo de su primer amor: Valentina (Paloma Gómez), la hija del notario, una niña rubia y angelical que se convirtió en su ideal imposible y a la que nunca debía olvidar. Valentina es una historia de amor en Huesca hacia 1911. 
José Garcés (alter ego de  Ramón José Sender Garcés, el autor) a los 10 años es un niño lleno de vitalidad que duda entre ser héroe, santo o poeta, y que se inventa lo que haga falta para estar con Valentina, pese a las amenazas familiares y a la sombra inquietante de los padres de su novia. Mosén Joaquín (Anthony Quinn), sacerdote y profesor del niño, es el único en comprender la fuerza de su pasión.

## Comentarios
Basada en la novela semibiográfica Crónica del alba, de Ramón J. Sender. Se hizo una segunda parte de la película titulada 1919: Crónica del alba 2ª parte (1983).
- Datos: Q5647016